# Bagageportør
I luftfart, er en bagageportør eller bagagearbejder en person, der læsser og losser bagage (kufferter eller bagage) og anden fragt (luftfragt, post, kontra-til-skranke-pakker) til transport via fly.  Bagageportører arbejder også tit i en lufthavns bagageanlæg, læsser indchecket bagage i et vogntog fuld af bagage og kører det ud til flyet som venter på lufthavnens forplads.